# Bouzemont
Bouzemont ([buzˈmɔ̃] ) ist eine französische Gemeinde mit 47 Einwohnern (Stand: 1. Januar 2022) im Département Vosges in der Region Grand Est (bis 2015 Lothringen). Sie gehört zum Arrondissement Neufchâteau (bis 2024 Épinal) und ist Mitglied im Gemeindeverband Communauté de communes de Mirecourt Dompaire. Die Bewohner werden Bouzemontois und Bouzemontoises genannt.

## Geografie

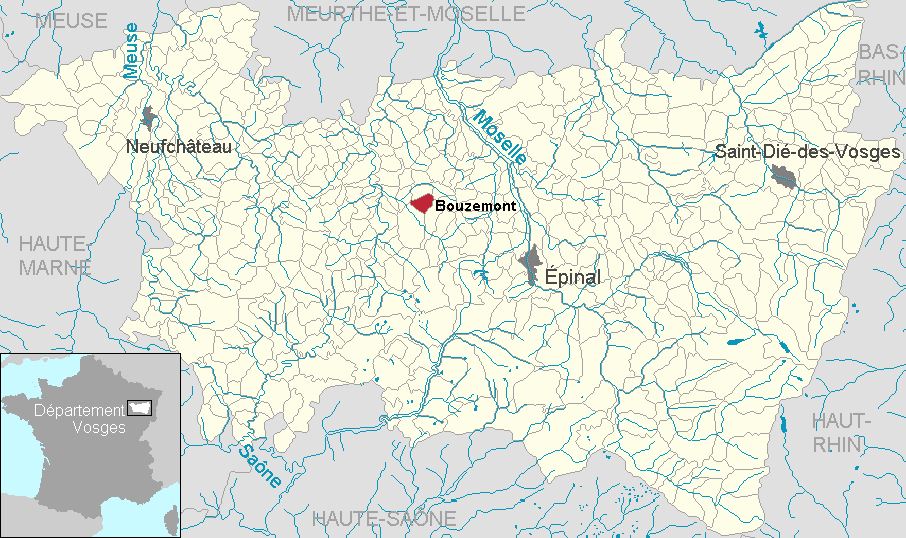
Lage der Gemeinde Bouzemont im Département Vosges

Die Gemeinde Bouzemont liegt etwa 20 Kilometer nordwestlich von Épinal. Ihre Lage auf einem nach Süden ausladenden Bergsporn bietet eine weite Sicht auf das 80 Meter tiefer gelegene Tal der Gitte.
Nachbargemeinden von Bouzemont sind Bazegney im Norden, Derbamont im Nordosten, Madonne-et-Lamerey und Dompaire im Süden sowie Racécourt im Westen.

## Geschichte
Ausgrabungen im 19. Jahrhundert lassen auf eine frühe Besiedlung des Gebietes um Bouzemont schließen. Artefakte aus keltischer und gallorömischer Zeit werden im Musée Départemental in Épinal aufbewahrt. Bouzemont lag an der Römerstraße von Corre im Saônetal nach Charmes an der Mosel.
Im Jahr 1015 taucht der Ort erstmals in einer Urkunde auf. Ein weiteres schriftliches Zeugnis aus dem Jahr 1065 nannte das Dorf Bosonis Mons. Es gibt Vermutungen, dass der Name auf Boso, den realen oder legendären Stammvater der Bosoniden, zurückgeht.
Das Gebiet um Bouzemont war Teil des Bistums Langres und kam im 10. Jahrhundert unter Bischof Gosselin zum Bistum Toul.
Ab 1310 gehörte Bouzemont zu gleichen Teilen den Herzögen von Lothringen und dem Kapitel St. Gangolf in Toul. Nach der Auflösung der Diözese Toul im Jahr 1777 war Bouzemont Teil der Diözese Saint-Dié.

### Bevölkerungsentwicklung
| Jahr      | 1962 | 1968 | 1975 | 1982 | 1990 | 1999 | 2006 | 2012 | 2021 |
| Einwohner | 59   | 61   | 38   | 32   | 30   | 44   | 55   | 57   | 49   |

Im Jahr 1846 wurde mit 291 Bewohnern die bisher höchste Einwohnerzahl ermittelt. Die Zahlen basieren auf den Daten von cassini.ehess und INSEE.

## Sehenswürdigkeiten
Die romanische Kirche St. Georg stammt aus dem 11. Jahrhundert (Umbau und Restaurierungen im 13. und 16. Jahrhundert). Sie ist als Monument historique klassifiziert.

Kirche St. Georg in Bouzemont
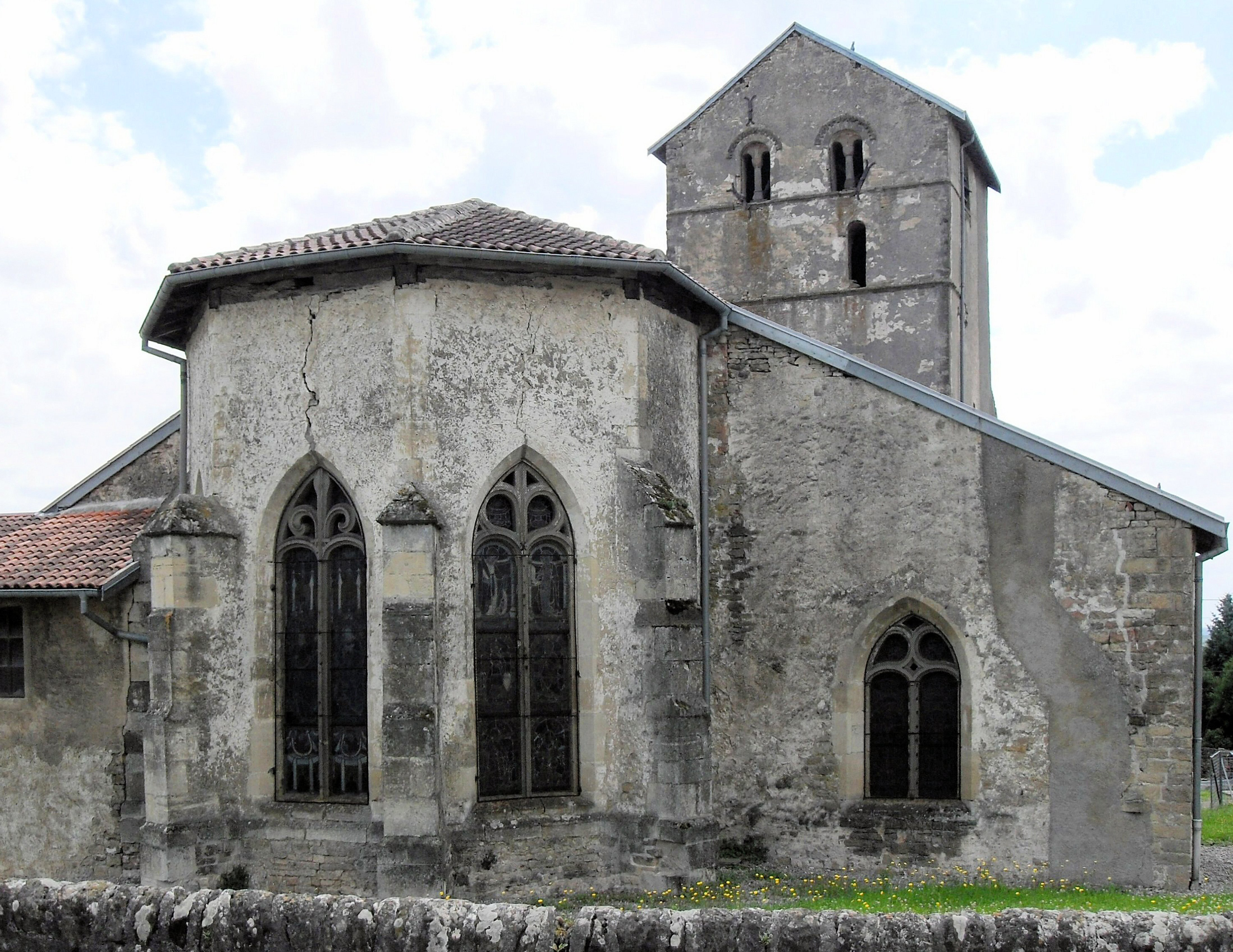
Nordostseite
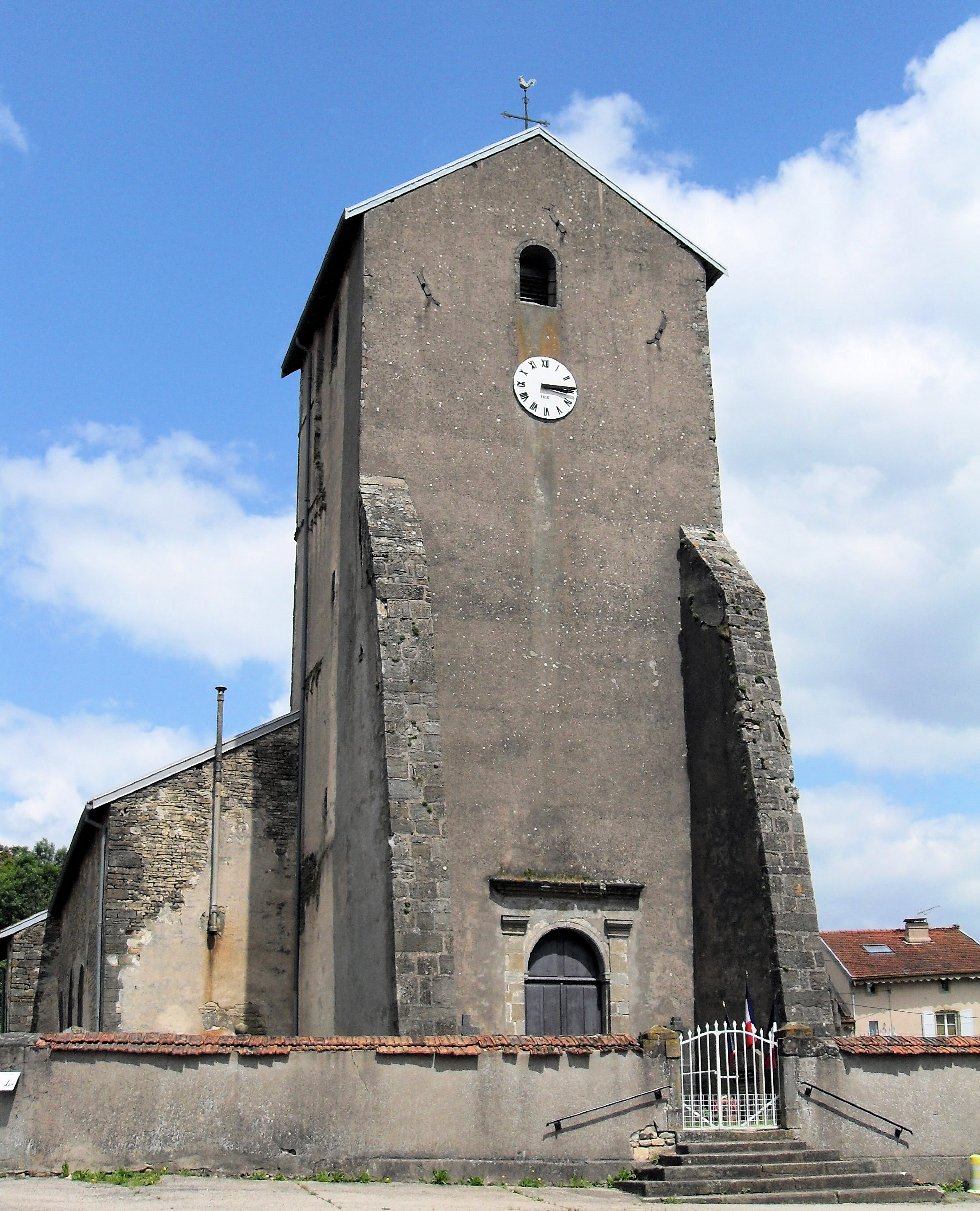
Südwestseite

## Wirtschaft und Infrastruktur
Die Einwohner von Bouzemont sind vorwiegend im Bereich der Landwirtschaft beschäftigt (Milchwirtschaft, Schaf- und Ziegenhaltung).
Nach Bouzemont führen drei schmale Straßen aus Dompaire, Derbamont und Bazegney. Im vier Kilometer südlich gelegenen Dompaire besteht ein Anschluss an die zweistreifig ausgebaute RN 166 von Neufchâteau nach Épinal.

## Belege
1. ↑  Geschichte von Bouzemont auf anne.autissier.pagesperso-orange.fr. Archiviert vom Original am 4. März 2017; abgerufen am 7. November 2010 (französisch).  Info: Der Archivlink wurde automatisch eingesetzt und noch nicht geprüft. Bitte prüfe Original- und Archivlink gemäß Anleitung und entferne dann diesen Hinweis.
2. ↑  Bouzemont auf cassini.ehess
3. ↑  Bouzemont auf INSEE
4. ↑  Georges in der Base Mérimée des französischen Kulturministeriums (französisch)
5. ↑  Landwirtschaftsbetriebe auf annuaire-mairie.fr (französisch)